# Zidona dufresnei
Zidona dufresnei is een slakkensoort uit de familie van de Volutidae. De wetenschappelijke naam van de soort is voor het eerst geldig gepubliceerd in 1823 door Donovan.